# Cerimònia de clausura dels Jocs Olímpics d'estiu de 2024
La cerimònia de clausura dels Jocs Olímpics de París 2024, batejada com «Records» va celebrar-se a l'Stade de France l'11 d'agost de 2024. L'acte va tenir una durada de 3 hores, per sobre del previst, i va estar ambientada en un futur distòpic. L'estadi té una capacitat per a 80.000 assistents.
D'acord amb el protocol olímpic, la cerimònia va estar protagonitzada per una representació cultural de França com a país amfitrió i dels Estats Units d'Amèrica, com a proper organitzador dels Jocs Olímpics d'estiu el 2028. Durant l'esdeveniment, es va fer el traspàs de la bandera olímpica de l'alcaldessa de París Anne Hidalgo a la de Los Angeles, Karen Bass. També va extingir-se la flama olímpica.

## Preparatius
La cerimònia de clausura va ser dirigida per l'actor i director artístic teatral Thomas Jolly. D'acord amb l'artista, la cerimònia era «un espectacle molt visual, molt coreografiat i molt acrobàtic en una dimensió operativa», amb una línia argumental «en què els Jocs Olímpics havien desaparegut una altra vegada i algú se'ls troba de nou»
La cerimònia va comptar amb la participació de gairebé un centenar d'artistes, acròbates, ballarins i artistes de circ i amb la seva pròpia banda sonora original, actuacions musicals i l'actuació de cantants de fama internacional. També va tenir lloc l'habitual desfilada de clausura dels comitès olímpics nacionals representats pels seus esportistes i l'entrega de medalles de la marató femenina.

### Participants
La cerimònia de clausura va comptar amb les actuacions dels grups musicals francesos Air i Phoenix.
A l'octubre de 2023 es va encarregar a Ben Winston la producció de la representació cultural de Los Angeles a la cerimònia de clausura. Els artistes que van participar en aquest segment de l'esdeveniment són natius del Comtat de Los Angeles; Billie Eilish, Red Hot Chili Peppers i Snoop Dogg. Als intèrprets musicals, que van actuar en directe des de Long Beach, se'ls hi va sumar l'actor Tom Cruise, que va fer una aparició en directe a l'Estadi de França i va dur a terme la missió de portar la bandera olímpica a la nova seu a partir d'un seguit d'escenes prèviament enregistrades. La intèrpret de l'himne nacional dels Estats Units va ser la cantant californiana de R&B H.E.R., l'única de les intervencions estatunidenques que no estava relacionada directament amb Los Angeles.

## Música
- Zaho de Sagazan i Coral de l'Acadèmia Haendel-Hendrix – Sous le ciel de París[16]
- Joe Dassin – Les Champs Elysées (karaoke)[17]
- Charles Aznavour – Emmenez-moi (karaoke)
- Queen – We are the champions[18]
- Benjamin Bernheim – Himnes dèlfics a Apol·lo[19]
- Phœnix – Lisztomania[20]
- Phœnix, Angèle, Kaminsky – Nightcall
- Phœnix, Angèle, Kaminsky, VannDa – If I Ever Feel Better + Funky Squaredance, Pt. 1/2/3
- Air, Thomas Mars (Phœnix) – Playground Love
- Phœnix – Tonight
- Phœnix – 1901
- H.E.R – Tema de Mission: Impossible
- Red Hot Chili Peppers - By the way
- Red Hot Chili Peppers - Can't Stop
- Billie Eilish - Birds of a Feather
- Snoop Dogg i Dr. Dre - Drop it like it's hot
- Snoop Dogg - Next Episode
- Yseult - Comment d'habitude[21]

## Himnes nacionals
- Himne nacional de França – Interpretat per l'Orquesta Divertimento dirigida per Zahia Ziouani[22]
- Himne nacional de Grècia – Interpretat per l'Orquesta Divertimento dirigida per Zahia Ziouani.
- Himne Olímpic - Interpretat pel cor infantil de la Maîtrise de Fontainebleau.[23]
- Himne nacional dels Estats Units d'Amèrica - H.E.R

### Cerimònia d'entrega de medalles
- Himne nacional dels Països Baixos

## Polèmiques
El primer ministre romanès Marcel Ciolacu va anunciar que no assistiria a la cerimònia de clausura olímpica després que un canvi de puntuació d'última hora va impedir que la gimnasta Ana Bărbosu guanyés el bronze en l'exercici de terra en gimnàstica artística femenina. El polític va denunciar el tracte indigne que havien patit les gimnastes del seu país.